# Resultados da fase de grupos do Campeonato Africano das Nações de 2013
Este artigo apresenta o sumário das partidas da fase de grupos do Campeonato Africano das Nações de 2013.

## Grupos
| Legenda                    |
| -------------------------- |
| Classificados à fase final |
| Eliminados                 |

Todos os horários em (UTC+2).

### Grupo A
| Pos. | Seleção       | Pts | J | V | E | D | GP | GC | SG |
| ---- | ------------- | --- | - | - | - | - | -- | -- | -- |
| 1    | África do Sul | 5   | 3 | 1 | 2 | 0 | 4  | 2  | +2 |
| 2    | Cabo Verde    | 5   | 3 | 1 | 2 | 0 | 3  | 2  | +1 |
| 3    | Marrocos      | 3   | 3 | 0 | 3 | 0 | 3  | 3  | 0  |
| 4    | Angola        | 1   | 3 | 0 | 1 | 2 | 1  | 4  | –3 |

| 19 de janeiro | África do Sul | 0 – 0     | Cabo Verde | Soccer City, Joanesburgo                     |
| 18:00         |               | Relatório |            | Público: 50 000 Árbitro: ALG Djamel Haimoudi |

| 19 de janeiro | Angola | 0 – 0     | Marrocos | Soccer City, Joanesburgo                   |
| 21:00         |        | Relatório |          | Público: 25 000 Árbitro: SEN Badara Diatta |

| 23 de janeiro | África do Sul             | 2 – 0     | Angola | Estádio Moses Mabhida, Durban                |
| 17:00         | Sangweni 30' · Majoro 62' | Relatório |        | Público: 40 000 Árbitro: MLI Koman Coulibaly |

| 23 de janeiro | Marrocos     | 1 – 1     | Cabo Verde  | Estádio Moses Mabhida, Durban              |
| 20:00         | El-Arabi 79' | Relatório | Platini 36' | Público: 25 000 Árbitro: ZAM Janny Sikazwe |

| 27 de janeiro | Marrocos                  | 2 – 2     | África do Sul               | Estádio Moses Mabhida, Durban                    |
| 19:00         | El Adoua 10' · Hafidi 82' | Relatório | Mahlangu 71' · Sangweni 86' | Público: 45 000 Árbitro: GAM Bakary Papa Gassama |

| 27 de janeiro | Cabo Verde                         | 2 – 1     | Angola           | Estádio Nelson Mandela Bay, Porto Elizabeth |
| 19:00         | Fernando Varela 81' · Héldon 90+1' | Relatório | Nando 33' (g.c.) | Público: 20 000 Árbitro: TUN Slim Jedidi    |

### Grupo B
| Pos. | Seleção  | Pts | J | V | E | D | GP | GC | SG |
| ---- | -------- | --- | - | - | - | - | -- | -- | -- |
| 1    | Gana     | 7   | 3 | 2 | 1 | 0 | 6  | 2  | +4 |
| 2    | Mali     | 4   | 3 | 1 | 1 | 1 | 2  | 2  | 0  |
| 3    | RD Congo | 3   | 3 | 0 | 3 | 0 | 3  | 3  | 0  |
| 4    | Níger    | 1   | 3 | 0 | 1 | 2 | 0  | 4  | –4 |

| 20 de janeiro | Gana                               | 2 – 2     | RD Congo                       | Estádio Nelson Mandela Bay, Porto Elizabeth |
| 17:00         | Agyemang-Badu 40' · K. Asamoah 50' | Relatório | Mputu 53' · Mbokani 68' (pen.) | Público: 7 000 Árbitro: RSA Daniel Bennett  |

| 20 de janeiro | Mali      | 1 – 0     | Níger | Estádio Nelson Mandela Bay, Porto Elizabeth |
| 20:00         | Keita 84' | Relatório |       | Público: 20 000 Árbitro: TUN Slim Jedidi    |

| 24 de janeiro | Gana               | 1 – 0     | Mali | Estádio Nelson Mandela Bay, Porto Elizabeth |
| 17:00         | Mubarak 38' (pen.) | Relatório |      | Público: 8 000 Árbitro: CIV Noumandiez Doué |

| 24 de janeiro | Níger | 0 – 0     | RD Congo | Estádio Nelson Mandela Bay, Porto Elizabeth     |
| 20:00         |       | Relatório |          | Público: 12 000 Árbitro: MAR Bouchaib El Ahrach |

| 28 de janeiro | Níger | 0 – 3     | Gana                          | Estádio Nelson Mandela Bay, Porto Elizabeth |
| 19:00         |       | Relatório | Gyan 6' · Atsu 23' · Boye 49' | Público: 10 000 Árbitro: SEN Badara Diatta  |

| 28 de janeiro | RD Congo          | 1 – 1     | Mali        | Estádio Moses Mabhida, Durban               |
| 19:00         | Mbokani 3' (pen.) | Relatório | Samassa 14' | Público: 8 000 Árbitro: ALG Djamel Haimoudi |

### Grupo C
| Pos. | Seleção        | Pts | J | V | E | D | GP | GC | SG |
| ---- | -------------- | --- | - | - | - | - | -- | -- | -- |
| 1    | Burquina Fasso | 5   | 3 | 1 | 2 | 0 | 5  | 1  | +4 |
| 2    | Nigéria        | 5   | 3 | 1 | 2 | 0 | 4  | 2  | +2 |
| 3    | Zâmbia         | 3   | 3 | 0 | 3 | 0 | 2  | 2  | 0  |
| 4    | Etiópia        | 1   | 3 | 0 | 1 | 2 | 1  | 7  | –6 |

| 21 de janeiro | Zâmbia        | 1 – 1     | Etiópia   | Estádio Mbombela, Nelspruit                     |
| 17:00         | Mbesuma 45+3' | Relatório | Girma 65' | Público: 10 000 Árbitro: GAB Eric Otogo-Castane |

| 21 de janeiro | Nigéria     | 1 – 1     | Burquina Fasso | Estádio Mbombela, Nelspruit                 |
| 20:00         | Emenike 22' | Relatório | Traoré 90+4'   | Público: 8 500 Árbitro: ALG Mohamed Benouza |

| 25 de janeiro | Zâmbia            | 1 – 1     | Nigéria     | Estádio Mbombela, Nelspruit               |
| 17:00         | Mweene 85' (pen.) | Relatório | Emenike 57' | Público: 25 000 Árbitro: EGY Gehad Grisha |

| 25 de janeiro | Burquina Fasso                              | 4 – 0     | Etiópia | Estádio Mbombela, Nelspruit                  |
| 20:00         | Traoré 34', 74' · Koné 79' · Pitroipa 90+5' | Relatório |         | Público: 35 000 Árbitro: SEY Bernard Camille |

| 29 de janeiro | Burquina Fasso | 0 – 0     | Zâmbia | Estádio Mbombela, Nelspruit              |
| 19:00         |                | Relatório |        | Público: 8 000 Árbitro: CMR Neant Alioum |

| 29 de janeiro | Etiópia | 0 – 2     | Nigéria                      | Estádio Royal Bafokeng, Rustemburgo             |
| 19:00         |         | Relatório | Moses 80' (pen.), 90' (pen.) | Público: 15 000 Árbitro: MAR Bouchaib El Ahrach |

### Grupo D
| Pos. | Seleção         | Pts | J | V | E | D | GP | GC | SG |
| ---- | --------------- | --- | - | - | - | - | -- | -- | -- |
| 1    | Costa do Marfim | 7   | 3 | 2 | 1 | 0 | 7  | 3  | +4 |
| 2    | Togo            | 4   | 3 | 1 | 1 | 1 | 4  | 3  | +1 |
| 3    | Tunísia         | 4   | 3 | 1 | 1 | 1 | 2  | 4  | –2 |
| 4    | Argélia         | 1   | 3 | 0 | 1 | 2 | 2  | 5  | –3 |

| 22 de janeiro | Costa do Marfim            | 2 – 1     | Togo           | Estádio Royal Bafokeng, Rustemburgo      |
| 17:00         | Y. Touré 8' · Gervinho 88' | Relatório | J. Ayité 45+2' | Público: 2 000 Árbitro: CMR Neant Alioum |

| 22 de janeiro | Tunísia      | 1 – 0     | Argélia | Estádio Royal Bafokeng, Rustemburgo             |
| 20:00         | Msakni 90+1' | Relatório |         | Público: 8 000 Árbitro: GAM Bakary Papa Gassama |

| 26 de janeiro | Costa do Marfim                            | 3 – 0     | Tunísia | Estádio Royal Bafokeng, Rustemburgo                  |
| 17:00         | Gervinho 21' · Y. Touré 87' · Ya Konan 90' | Relatório |         | Público: 30 000 Árbitro: MRI Rajindraparsad Seechurn |

| 26 de janeiro | Argélia | 0 – 2     | Togo                       | Estádio Royal Bafokeng, Rustemburgo              |
| 20:00         |         | Relatório | Adebayor 31' · Wome 90+14' | Público: 25 000 Árbitro: MAD Hamada Nampiandraza |

| 30 de janeiro | Argélia                           | 2 – 2     | Costa do Marfim       | Estádio Royal Bafokeng, Rustemburgo            |
| 19:00         | Feghouli 64' (pen.) · Soudani 70' | Relatório | Drogba 77' · Bony 81' | Público: 5 000 Árbitro: GAB Eric Otogo-Castane |

| 30 de janeiro | Togo      | 1 – 1     | Tunísia            | Estádio Mbombela, Nelspruit                |
| 19:00         | Gakpé 17' | Relatório | Mouelhi 30' (pen.) | Público: 7 500 Árbitro: RSA Daniel Bennett |